# 2-га кавалерійська дивізія (СРСР)
2-га Чернігівська Червоного козацтва кавалерійська дивізія (2 кд) — кавалерійське військове з'єднання (кавалерійська дивізія) РСЧА Збройних Сил СРСР.

«На згадку дорогому товаришеві у спільній роботі з вербування добровольців до 2-ї Чернігівської Черкоздивізії на Чернігівщині. 29.XI.1923 р.»

## Історія
6 травня 1922 року 17-та Чернігівська Червоного козацтва кавалерійська дивізія 1-го кінного корпусу Червоного козацтва імені Всеукраїнського Центрального Виконавчого Комітету отримала назву 2-га Чернігівська Червоного козацтва кавалерійська дивізія. Управління дивізії та всі частини перебували у м. Київ.
97-й, 98-й, 99-й, 100-й, 101-й та 102-й кавалерійські полки отримали найменування: 7-й, 8-й, 9-й, 10-й, 11-й та 12-й  Червоного козацтва кавалерійський полк відповідно.
11 липня 1925 року 2-й Чернігівській Червоного козацтва кінній дивізії присвоєно найменування 2-га Чернігівська імені Німецької компартії Червоного козацтва кавалерійська дивізія .
Навесні 1936 2-га кавдивізія вийшла зі складу 1 кк і увійшла до складу 7 кк. Корпус складався з 2-ї, 23-ї, 26-ї кавалерійських дивізій.
У 1938 році з'єднання перейменовано на 34 кд.

### Бойова діяльність
1922 рік
6 травня. Південно-Західний військовий округ Збройних Сил України та Криму. 1-й кінний корпус Червоного козацтва ім. Всеукраїнського Центрального Виконавчого Комітету.
6 травня 1922 р. наказом РВСР № 1122/219 (секретним) 17-й Чернігівській Червоного козацтва кавалерійській дивізії присвоєно найменування 2-га Чернігівська Червоного козацтва кавалерійська дивізія. Начальник штабу дивізії М. Фіалковський.
14 жовтня 1922 року начальником 2-ї кавдивізії призначений П. Григор'єв.
1923 рік
Начальник кавдивізії П. Григор'єв. Начальник штабу кавдивізії М. Фіалковський.
Ленінська Комуністична Спілка Молоді України шефувала над 1-м кінним корпусом Червоного козацтва. Юнаки та дівчата запрошувалися до військових частин корпусу, знайомилися з історією корпусу, його видатними командирами та козаками. У 1923 частини корпусу поповнили 700 комсомольців УРСР.
28 серпня замість Революційної військової ради Російської Республіки створена Революційна військова рада СРСР. Головою РВС залишився Л. Троцький.
1924 рік
Управління корпусу дислокується у м. Вінниця.
У травні командир корпусу В. Примаков призначається начальником Вищої кавалерійської школи м. Ленінграда.
З 6 вересня 1924 р. управління корпусу знаходиться в м. Жмеринка.
1925 рік
11 липня наказом РВС СРСР № 729 2-й Чернігівській Червоного козацтва кавалерійській дивізії присвоєно найменування 2-га Чернігівська ім. Німецька компартія Червоного козацтва кавалерійська дивізія.
З 15 грудня управління корпусу дислокується у м. Проскурів.
1928 рік
Командир дивізії П. Григор'єв. Начальник штабу дивізії Г. Соколов.
Комуністична партія Німеччини була шефом 2-ї Чернігівської ім. Німецької компартії Червоного козацтва кавалерійської дивізії. 1928 року дивізію відвідав Вільгельм Пік.
1930 рік
У 1930 році почалася механізація кавалерії, до складу кавдивізій включено один танковий ескадрон і один ескадрон бронемашин.
1931 рік
Командир дивізії П. Григор'єв. Начальник штабу дивізії Г. Соколов. Начальник оперативного відділення штабу дивізії П. Синьоокий. У 1931 збільшено механізацію кавалерії, до складу кавдивізій включено механізований полк.
1935 рік
1 січня. Командир дивізії П. Григор'єв. Помічник командира дивізії зі стройової частини А. Мосін.
10 травня П. Григор'єв призначений командиром 7-го кавалерійського корпусу. Командиром 2 кд призначено М. Маркевича.
У червні начальником оперативного відділення призначено майора І. Горбенка.
Соціалістичне змагання пронизувало весь процес бойової та політичної підготовки особового складу округу. Воно проводилося під гаслами: «Усі комуністи та комсомольці — чудові стрільці!», «Жодного відстаючого у вогневій підготовці!» та іншими.
У вересні М. Маркевичу та А. Мосіну присвоєно військове звання комбриг.
У 1935 році в окрузі формується 7-й кавалерійський корпус. Управління корпусу знаходилось у м. Шепетівка, районному центрі Шепетівського району Вінницької області Української Радянської Соціалістичної Республіки. Корпус складався з 23-ї, 26-ї та 28-ї кавалерійських дивізій.
1936 рік
1 січня
2 кд (7-й, 8-й, 9-й, 10-й кп, 2-й мп, 2-й кап, 2-й осапе, 2-й оес). Командир дивізії комбриг М. Маркевич. Тво начальника штабу дивізії майор Іван Васильович Горбенко, начальник оперативного відділення.
11 квітня 1936 р. командиром 2 кд призначений комбриг О. Горбатов.
Навесні 1936 2-я кавалерійська дивізія зі складу 1-го кавалерійського корпусу виведена і введена до складу 7-го кавалерійського корпусу. Управління дивізії та всі частини перебували у м. Старокостянтинів.
1936 року на заклик Політуправління округу до стахановського руху включаються з'єднання і частини округу. Звання стаханівця присвоювалося підрозділам, частинам та з'єднанням, які чудово вивчили бойову техніку, берегли військове майно, заощаджували паливні та мастильні матеріали.
За великі успіхи, досягнуті в освоєнні бойової техніки, Рада Народних Комісарів СРСР нагородила орденом Червоної Зірки командира 2 кд О. Горбатова.
12 вересня
Шепетівські маневри. 12 — 15 вересня 1936 р. 2 кд брала участь в окружних тактичних навчаннях. Мета навчань — удосконалення бойової підготовки військ. Навчання проходили у районі м. Шепетівка Вінницької області, м. Бердичів, м. Житомир. У навчаннях брали участь з'єднання, сформовані 1936 року. Керівником навчань був командарм 1 рангу І. Якір, його заступником був помічник командувача військ округу з кавалерії комкор С. Тимошенко. Партійно-політичною роботою на навчаннях керував армійський комісар 2 рангу М. Амелін. Штаб керівництва очолював начальник штабу округу комдив В. Бутирський.
Учасники: з одного боку — 7-й кавалерійський корпус (2-га, 23-а, 26-а кавдивізії) з наданими йому 15-ю, 17-ю механізованими бригадами та 135-ю стрілецько-кулеметною бригадою, 35-ю винищувальною авіаескадрильєю; з іншого боку — 8-й стрілецький корпус (44-а і 100-а стрілецькі дивізії і 3-я кавалерійська дивізія) з наданими йому 12-ї, 22-ї механізованими бригадами, 34-ї винищувальної авіаескадрильєю. У стрілецьких дивізіях та механізованих бригадах було 450 танків. В авіаескадрильях було 56 літаків.
На маневрах війська відпрацьовували дії наступального бою та організації рухомої оборони в умовах лісисто-болотистої місцевості, організації та проведення маршу кавалерійського корпусу у передбаченні зустрічного бою з кінно-механізованою групою супротивника, прориву оборонної смуги з подоланням водної перешкоди, ведення рухомої оборони та управління військами.
14 вересня . Механізовані частини вели бій у складних умовах. За два дні під час здійснення маневру вони пройшли до 100 км.
1937 рік
1 січня
2 кд (7-й, 8-й, 9-й, 10-й кп, 2-й мп, 2-й кап, 2-й осапе, 2-й оес). Управління дивізії та всі частини у м. Старокостянтинів.
Командир дивізії комбриг О. Горбатов. Помічник командира дивізії зі стройової частини полковник І. Дуденко. Начальник штабу дивізії полковник С. Свірченко. Начальник оперативного відділення майор І. Горбенко . Начальник ВГС майор В. Дашкевич.
На озброєнні дивізії були швидкохідні легкі танки БТ, танкетки Т-37/38, легкові, вантажні, спеціальні автомашини, мотоцикли, трактори, гвинтівки, револьвери і пістолети, ручні, зенітні кулемети, 45-мм гармати, бронеавтомобілі БА, радіостанції, похідні кухні.
У липні партійна комісія КиївВО висунула командиру 7-го кавкорпусу комдиву П. Григор'єву звинувачення у зв'язках з «ворогами народу», розповів у своїх спогадах командир 2-ї кавдивізії комбриг О. Горбатов (1937). 22 липня комдив П. Григор'єв звільнений із лав РСЧА.
24 липня колишнього командира 7-го кавкорпусу комдива П. Григор'єва заарештували. 22 вересня утворена Кам'янець-Подільська область.
У вересні командиром 112-го кавполку 28 кд призначено начальника оперативного відділення майора І. Горбенка. Начальника відділу тилу 7 кк майора І. Попка звільнено з лав РККА 9 жовтня 1937 року.
29 листопада постановою Комітету оборони при РНК СРСР було затверджено «План розвитку та реорганізації РСЧА в 1938—1942 р.р.». У цьому вся плані значилося розформування управління 7 кк.
1938 рік
2 кд. Командир дивізії полковник Д. Густишев, з 17.02.38 комбриг. У червні 2-га Чернігівська ім. Німецької компартії Червоного козацтва кавалерійську дивізію перейменовано на 34-ю кавалерійську дивізію 4-го кавалерійського корпусу.

## Склад

### На 6.05.1922
- управління дивізії
- 1-а кавалерійська бригада
  - 7-й Червоного козацтва кінний полк
  - 8-й Червоного козацтва кінний полк
- 2-га кавалерійська бригада
  - 9-й Червоного козацтва кінний полк
  - 10-й Червоного козацтва кінний полк
- 3-я кавалерійська бригада
  - 11-й Червоного козацтва кінний полк
  - 12-й Червоного козацтва кінний полк
- спеціальні підрозділи

### На 1930
- управління дивізії
- кавалерійські полки
- танковий ескадрон
- ескадрон бронемашин
- спеціальні підрозділи

### На 1931
- управління дивізії
- кавалерійські полки
- 2-й механізований полк
- спеціальні підрозділи

### На 1935
- управління дивізії
- 7-й кавалерійський полк
- 8-й кавалерійський полк
- 9-й кавалерійський полк
- 10-й кавалерійський полк
- 2-й механізований полк
- 2-й кінно-артилерійський полк
- 2-й окремий саперний ескадрон
- 2-й окремий ескадрон зв'язку

## У складі
- 1-й кінний корпус Червоного козацтва ім. Всеукраїнського Центрального Виконавчого Комітету Південно-Західного військового округу Збройних Сил України та Криму (6 — 27.05.1922)
- 1-й кінний корпус Червоного козацтва ім. Всеукраїнського Центрального Виконавчого Комітету Українського військового округу Збройних Сил України та Криму (27.05.1922 — 23.08.1923)
- 1-й кінний корпус Червоного козацтва ім. Всеукраїнського Центрального Виконавчого Комітету Українського військового округу Збройних Сил СРСР (23.08.1923 — 17.05.1935)
- 1-й кавалерійський корпус Київського військового округу (17.05.1935 — весна 1936)
- 7-й кавалерійський корпус Київського військового округу (весна 1936 — літо 1938)

## Командування
Командири дивізії:
- Григор'єв Петро Петрович (14.10.1922-1935?),
- Маркевич Микола Леонідович (10.01.1935-03.04.1936), з вересня 1935 р. комбриг,
- Горбатов Олександр Васильович, комбриг (11.04.1936-09.1937),
- Густишев Дмитро Іванович, (21.07.1937-06.1938) полковник, з 17.02.1938 р. комбриг (на 02.1938 р.).

Начальники штабу дивізії:
- Фіалковський Михайло Іванович, (19.02.1921-?), …,
- Духанов Михайло Павлович, (10.1925-01.1926), …,
- Соколов Георгій Ілліч, (10.1928-12.1932), …,
- Горбенко Іван Васильович, майор (вред 01-06.1936),
- Свірченко Сергій Іванович, полковник (арештовано 14.09.1937 ? або звільнено 16.08.1938).